# Джу, Мезаке
Мезаке Геремиаш Джу (порт. Mésaque Geremias Djú; родился 18 марта 1999 года в Бисау, Гвинея-Бисау) — португальский футболист, нападающий клуба ОФИ.

## Клубная карьера
Джу — воспитанник лиссабонской «Бенфики». 14 мая 2017 года в матче против дублёров «Браги» он дебютировал в Сегунда лиге за дублирующий состав.
30 января 2019 года Джу подписал контракт с английским клубом «Вест Хэм Юнайтед».

## Международная карьера
В 2016 году в составе юношеской сборной Португалии Джу завоевал золотые медали юношеского чемпионата Европы в Азербайджане. На турнире он сыграл в матчах против Азербайджана, Шотландии, Бельгии, Австрии, Нидерландов и Испании. В поединке против австрийцев Мезаке забил гол.
В 2017 году в юношеской сборной Португалии Джу завоевал серебряные медали юношеского чемпионата Европы в Грузии. На турнире он сыграл в матчах против команд Грузии, Чехии, Швеции, Нидерландов и Англии. В поединке против чехов Мезаке забил гол.
В 2018 году в юношеской сборной Португалии Джу стал победителем юношеского чемпионата Европы в Финляндии. На турнире он сыграл в матчах против команд Норвегии, Финляндии и дважды Италии. В поединке против финнов Мезаке забил гол.

## Достижения
Международные
 Португалия (до 17)
- Юношеский чемпионат Европы — 2016

 Португалия (до 19)
- Юношеский чемпионат Европы — 2017

 Португалия (до 19)
- Юношеский чемпионат Европы — 2018